# Марийские священные рощи
Марийские священные рощи (мар. Кӱсото) — природно-ландшафтные памятники, используемые в качестве места проведения ритуалов марийской традиционной религии. Располагаются недалеко от деревни на возвышенных местах посреди полей в виде зелёного островка. Нередко эти рощи достигают 0,3—0,5 га, а иногда могут занимать площадь до одного гектара.

## Описание
Марийские рощи обычно огорожены и имеют три входа: с восточной стороны — для ввода жертвенных животных, с южной стороны — для принесения ключевой воды и с запада — для входа всех участников моления. В центре рощи располагаются почитаемые деревья, возле которых устанавливаются своеобразные алтари (шаге), устроенные из жердей, покрытых пихтовыми лапами; разводится огонь.
Священные рощи в сознании верующих марийцев выступают посредниками людей в общении с божествами и Богом «Ош Поро Кугу Юмо» (добрый великий светлый Бог), символизируют устремленность вышнему к миру. Эти почитаемые рощи выполняют роль связующего звена между земными и небесными мирами. Марийцы рассматривают священную рощу как сакральную территорию, в пределах которой возможен контакт человека с Богом.

## Виды рощ
В зависимости от числа участников моления выделяются семейные, родовые, патронимические, общедеревенские, родственной группы деревень, мирские и всемарийские. В зависимости от объекта почитания различаются рощи, посвященные отдельному Богу (божеству или духу) и святилища, в которых жертвоприношения проводятся одновременно многим высшим (небесным) богам и духам.
В качестве посредника в общении людей с Богом в священных рощах выступают специально выбранные деревья «онапу» (дерево-господин или место, где восседает гость-господин), возле которого совершается моление с жертвоприношениями домашних животных и птиц.

## Места размещения

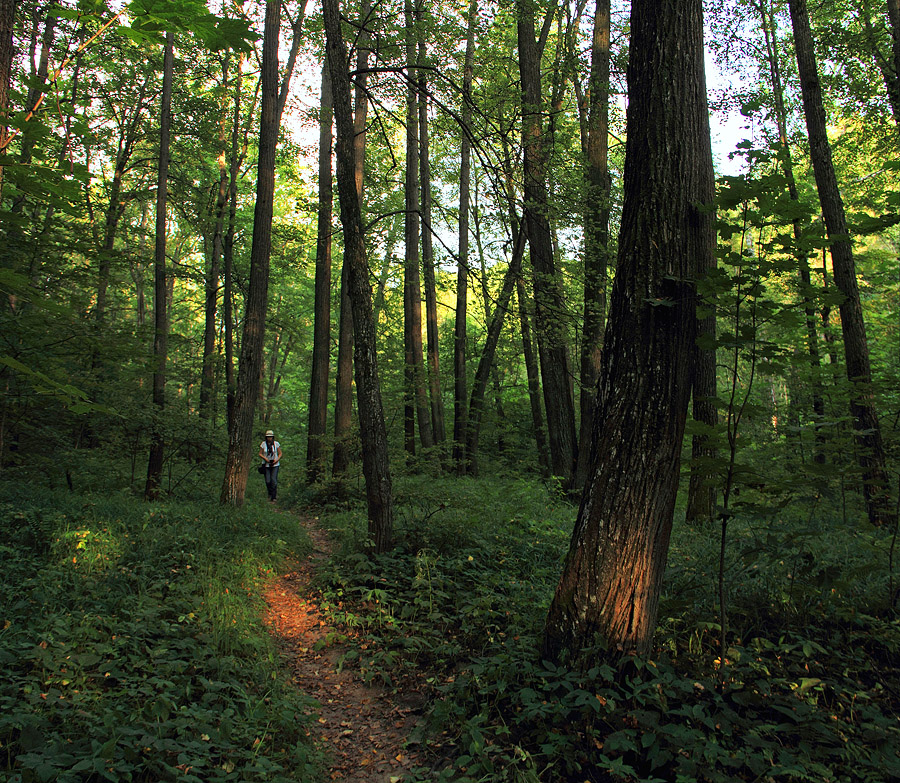
В священной роще Арпынгель. Васильсурск

На территории Марийского края большинство сохранившихся священных рощ находятся в северо-восточных и центральных районах Республики Марий Эл. Мало сохранилось древнемарийских святилищ в Горномарийском, Килемарском, Волжском районах.
За пределами республики священные рощи имеются в Уржумском, Яранском, Пижанском районах Кировской области, Тоншаевском, Шарангском и других районах Нижегородской области, а также возле марийских деревень Татарии, Удмуртии, Башкортостана, Пермской и Свердловской областей.
Значительная часть священных рощ, расположенных за пределами Марий Эл, в настоящее время не используется в культовых целях, однако марийское население их почитает, оберегает и верит, что эти рощи обладают сверхъестественной силой.
Наиболее почитаемым местом вятских марийцев является святилище гора Чумбылат, расположенная возле деревни Чембулатово Советского района Кировской области. Другим древнемарийским святилищем, непосредственно связанным с историей народа, является могила святого Акпатыра, расположенная недалеко от Больше-Китяковского кладбища. В наши дни в августе здесь ежегодно проводятся коллективные моления.